# Bugatti Tipo 57 Coupé Atlantic
La Bugatti Type 57 Coupé Atlantic, conosciuta anche come Type 57 SC Atlantic, è una coupé ideata da Jean Bugatti e commercializzata dal 1936 al 1938, in soli 4 esemplari.

## Contesto
La Atlantic deriva dalla Type 57 SC e si basa anche sulla Aérolithe, una concept car ideata nel 1935, che andò perduta nella seconda guerra mondiale insieme ad uno dei quattro esemplari della Atlantic. Un secondo esemplare venne distrutto da un treno che lo schiacciò in un incidente avvenuto nel 1955. Solo due esemplari originali sono rimasti intatti ancora oggi. Uno dei due esemplari fu venduto nel 1988 allo stilista statunitense Ralph Lauren, l'altro esemplare fu messo all'asta nel 2010 in seguito alla morte di Peter Williamson, suo ex proprietario e oggi esposto in un museo. Un caso particolare è l'esemplare distrutto nel 1955 che, dopo essere stato abbandonato, fu ritrovato anni dopo e ricostruito da zero: si salvarono infatti solo alcuni pezzi di telaio, tutto il resto fu rifatto da capo. È per questo motivo che dai puristi viene considerato più come una replica.

## Design
Il corpo della Atlantic, fatto in alluminio, era più abbassato rispetto alla Type 57 ed il posto di guida era a ridosso del retrotreno. I finestrini laterali avevano una forma a fagiolo che si abbinava con il resto della vettura. Il tetto è caratterizzato da uno spazio per l'alloggiamento delle portiere. Il padiglione posteriore ad arco aveva un vano per la ruota di scorta talmente ben abbinato al corpo della vettura da essere appena visibile. Un'ulteriore particolarità della carrozzeria è una specie di "spina" che va dal radiatore all'estremità inferiore della coda, dimezzando il lunotto ed il parabrezza. Di solito le ruote erano piene.
La vettura aveva però dei piccoli difetti, in estate, per esempio, l'aerazione scarsa portava l'abitacolo, che aveva una visibilità scarsa per la forma dei finestrini, a temperature elevate, rendendola quasi inguidabile. Inoltre al raggiungimento del 60 km/h veniva prodotto dal motore uno strano suono che impediva ai passeggeri di parlare.
La Atlantic viene spesso definita la prima supercar della storia. La vettura era dotata, come le altre "57", dell'8 cilindri in linea da 3257 cm³ che, sovralimentato da un compressore Roots, la spingeva fino a 210 km/h, una velocità molto alta per l'epoca. 
È considerata anche la terza auto più costosa al mondo, dopo la Ferrari 250 GTO e alla Mercedes-Benz 300 SLR Uhlenhaut, in quanto l'esemplare telaio n.57734, costruita nel 1936 per il banchiere Victor Rothschild e ora conservato al Mullin Automotive Museum in California, sarebbe stato battuto all'asta nel 2010 per una cifra superiore ai 30 milioni di dollari.
Una volta restaurati, i due esemplari superstiti sono stati presentati in vari festival di vetture d'epoca, ottenendo diversi premi nelle manifestazioni più importanti, quali il Concorso d'eleganza di Pebble Beach dove l'esemplare di Ralph Lauren è stato premiato nel 1990 e il secondo esemplare nel 2003. Nel 2013 ha invece ottenuto i premi di maggior prestigio assegnati in occasione del Concorso d'eleganza Villa d'Este.
Il presentatore americano Jay Leno, grande appassionato e collezionista di vetture d'epoca, possiede una 57SC ricarrozzata come Atlantic, di colore blu Francia.